# Oukkulanlahti
Oukkulanlahti är en fjärd i Finland. Den ligger i Villnäs i landskapet Egentliga Finland, i den sydvästra delen av landet, 170 km väster om huvudstaden Helsingfors.